# Mark Walter
Mark Walter ist ein US-amerikanischer Unternehmer und Chief Executive Officer (CEO) von Guggenheim Partners, ein globales Finanzdienstleistungsunternehmen mit einem verwalteten Vermögen von mehr als 310 Milliarden US-Dollar. Er ist Mitbesitzer und Vorstandsvorsitzender der Los Angeles Dodgers. Im Januar 2023 wurde sein Vermögen auf 5,3 Milliarden US-Dollar geschätzt.

## Kindheit und Ausbildung
Walter ist in Cedar Rapids, Iowa, geboren und aufgewachsen und besuchte die Cedar Rapids Jefferson High School. An der Creighton University, eine römisch-katholische Universität in Omaha, Nebraska, schloss er sein Studium mit dem Bachelor of Arts ab. Anschließend erhielt er an der Northwestern University einen Abschluss in Rechtswissenschaft. Trotz seines Doktortitels entschied er sich nicht für eine Tätigkeit als Anwalt, stattdessen entschied er sich für den Finanzsektor.

## Unternehmerische Aktivitäten

### Guggenheim Partners
1996 gründete Walter zusammen mit Steven E. Johnson die Liberty Hampshire Company in Chicago. 2000 gründete er Guggenheim Partners, wo er heute als Chief Executive Officer (CEO) agiert. Guggenheim Partners entwickelte sich rasch zu einem globalen und diversifizierten Finanzdienstleistungsunternehmen mit einem verwalteten Vermögen von mehr als 310 Milliarden US-Dollar, über 2000 Mitarbeitern und Niederlassungen in sechs Ländern weltweit. 

### Sport
Walter gründete 2011 das Guggenheim Baseball Management mit dem Ziel die Los Angeles Dodgers zu übernehmen. Am 1. Mai 2012 kaufte Guggenheim Baseball Management, bestehend aus Walter, Peter Gruber, Earvin Johnson, Stan Kasten, Todd Boehly und Bobby Patton, die Dodgers für 2,15 Milliarden US-Dollar. Zum damaligen Zeitpunkt war das die höchste Summe, die jemals für ein Sportfranchise bezahlt wurde. 2018 traten Billie Jean King und Ilana Kloss der Eigentümergruppe bei. Die Unternehmer Alan Smolinisky und Robert Plummer traten im September 2019 bei.
Im Juli 2021 kaufte Walter zusammen mit Todd Boehly Anteile an den Los Angeles Lakers. Am 8. April 2022 wurde bekannt, dass sich Walter einer Gruppe bestehend aus Todd Boehly, Jonathan Goldstein und Hansjörg Wyss angeschlossen hat, um den FC Chelsea von Roman Abramowitsch zu übernehmen.

### Sonstiges
Walter besitzt Anteile an den Los Angeles Sparks, Beyond Meat und Carvana und ist Treuhänder der Solomon R. Guggenheim Foundation, der Northwestern University und des Field Museum of Natural History.

## Privates
Walter und seine Frau, Kimbra, investieren einen großen Teil ihres Vermögens in philanthropische Projekte, die sich vor allem mit sozialer Gerechtigkeit und dem Naturschutz befassen. Sie fördern Projekte wie Chicago Beyond, OneGoal und The Academy Group. Sie sind Eigentümer von White Oak Conservation, ein Tierschutzgebiet in Florida und unterstützen mehrere Wildtierreservate in Afrika.